# Cynoglossum magellense
Cynoglossum magellense är en strävbladig växtart som beskrevs av Michele Tenore. Cynoglossum magellense ingår i släktet hundtungor, och familjen strävbladiga växter. Inga underarter finns listade i Catalogue of Life.